# Традиционная одежда саамов

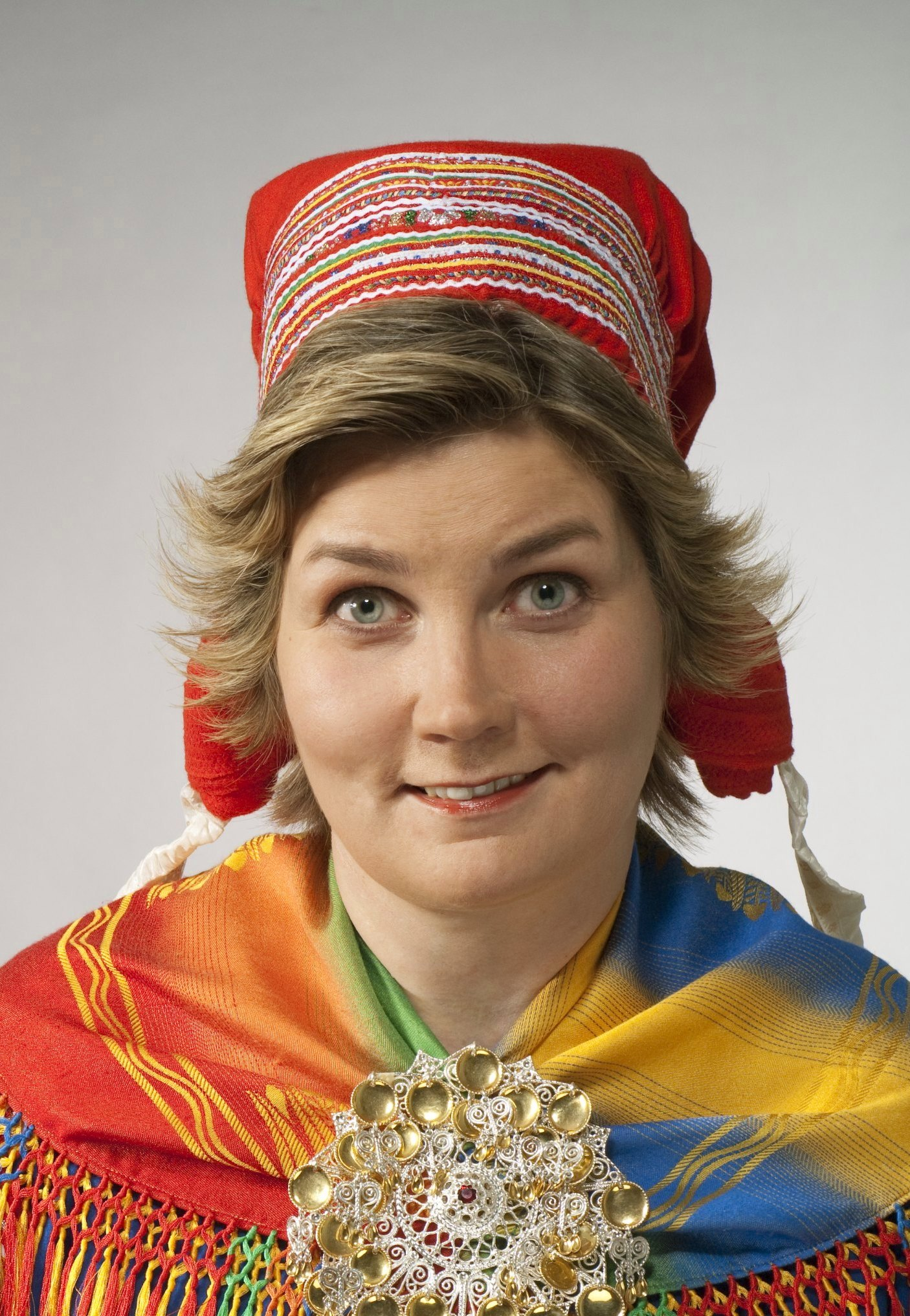
Айли Кескитало, президент Саамского парламента Норвегии в 2005—2007 годах, в традиционной одежде

Традиционная одежда саамов — малочисленного финно-угорского народа, живущего в Северной Европе, — приспособлена в первую очередь для длительного пребывания на открытом воздухе, что связано с традиционным полукочевым образом жизни. Кроме того, саамская одежда отличается яркостью, что позволяло скрасить общую однообразность и тусклость окружавшей их природы.
Территория расселения саамов протянулась с востока на запад более чем на полторы тысячи километров — от восточной оконечности Кольского полуострова через север Финляндии и Норвегии до центральной части Скандинавского полуострова. Саамы живут в Норвегии, России, Финляндии, Швеции, а также, в небольшом количестве, на Украине и в Северной Америке. Общая численность саамов — от 60 до 80 тысяч человек, из которых в Норвегии проживает от 40 до 60 тысяч, в Швеции — от 15 до 25 тысяч, в Финляндии — от 6 до 8 тысяч, в России — две тысячи человек. Скандинавы и русские называли раньше саамов лопарями, лоплянами или лопью, сейчас эти термины почти не используются.

## Классификация одежды саамов

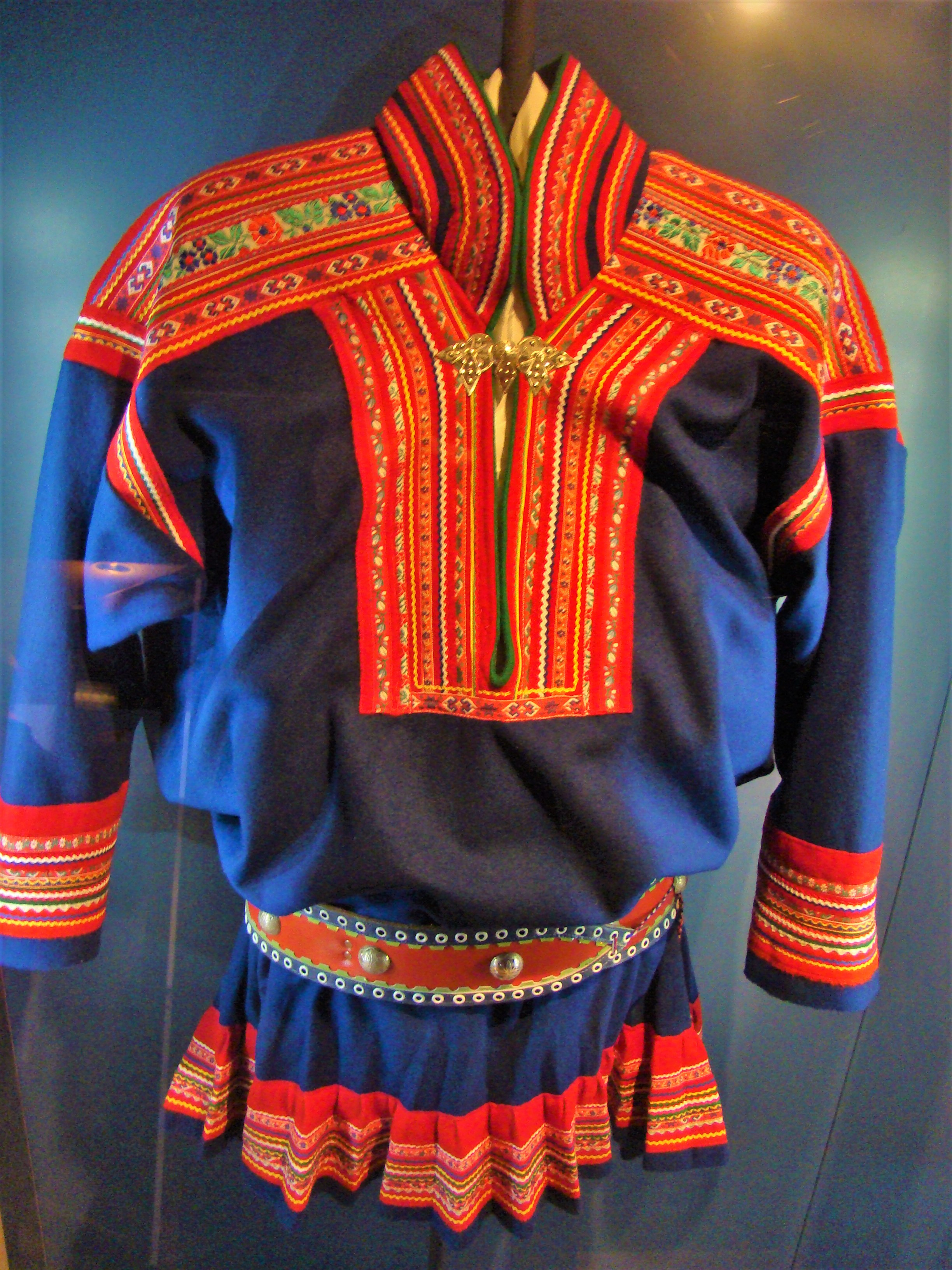
Гакти из Каресуандо (Швеция). Арктический музей в Рованиеми, Финляндия

Поскольку для мест проживания саамов характерно только два выраженных сезона года, лето и зима, традиционная саамская одежда делится в первую очередь на летнюю и зимнюю. Как летняя, так и зимняя одежда может быть повседневной и праздничной, последняя отличается отделкой и более высоким качеством ткани. Различия в одежде характерны и для различных этнических групп саамов (таких групп насчитывается около десяти), эти различия выражаются в цветовой гамме и декоре, а также в головных убора и обуви.
В XVII—XVIII вв. основным материалом для изготовления одежды служили шкуры морских животных и оленей, а для отделки — цветная замша (ровдуга) и крашеное сукно, шкурки пушных зверей. В XIX — начале XX вв. саамы использовали также покупные ткани (ситец, холст, сукно), а также овечью шерсть (для вязания или плетения носков, варежек, поясов).
Одежда кольских саамов имеет много общего с одеждой живущих в Финляндии скольтов, что выражается в манере ношения платков и форме головных уборов. Для скандинавских саамов характерно выделение плечевых швов на верхней одежде цветными полосами.

## Плечевая одежда
Все саамы, как мужского, так и женского пола, носили нательную рубаху с длинными рукавами, сшитую из хлопчатобумажных тканей, чаще всего ярких расцветок. Поверх нательной рубахи надевалась наплечная верхняя одежда, также с длинными рукавами, сшитая из сукна. Для верхней одежды были характерны воротник стойкой, прямой разрез на груди и два шва по бокам. Саамы в Скандинавии носили более длинную верхнюю одежду, чем саамы на Кольском полуострове.
В XIX в. у саамов сохранялась глухая наплечная одежда, одинаковая для мужчин и женщин.
Гакти, также гакты, кафты — традиционная верхняя наплечная одежда у саамов, живущих в Норвегии и Финляндии. Традиционные цвета гакти — чёрные и синие. У норвежских саамов, особенно из Финнмарка, отдельные части одежды, особенно воротник, плечи, края рукавов, разрез на груди и подол, обычно имели разнообразную отделку в виде вышивки, а также нашивок из цветных лоскутов разной окраски. Традиционными цветами гакти объясняются и четыре цвета саамского флага — синий, красный, жёлтый и зелёный.
Юпа (кильд. саам. ма̄цэх, юһпь или юппа) — традиционная верхняя суконная одежда у саамов, живущих на Кольском полуострове. Представляет собой прямую рубаху со стоячим, застёгивающимся на пуговицу воротом, иногда с расклёшенным, расширяющимся к низу подолом. Её шили из сложенного пополам цельного отреза сукна или другой плотной ткани, к которому пришивали цельнокроеные рукава, которые сужались к запястью. Женщины носили юпы белого цвета, мужчины — серого. Юпы обычно декорировали цветными матерчатыми лоскутами и бисером, располагая их на воротнике и вдоль разреза на груди; плетёная шерстяная тесьма использовалась для подшивки подола.

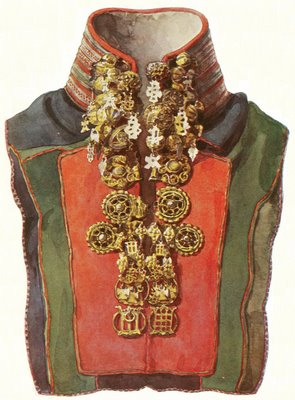
Традиционный женский саамский костюм с металлическими украшениями «под золото» и серебряными бляхами

Подол мог быть несколько расклёшенным. Пришивной воротник обшивался по краю цветной тесьмой, ворот застёгивался на пуговицы. Верхний проём, рукава и подол одежды украшались орнаментом в виде аппликаций в форме геометрических фигур из кусочков цветного сукна, тесьмы и бисера.

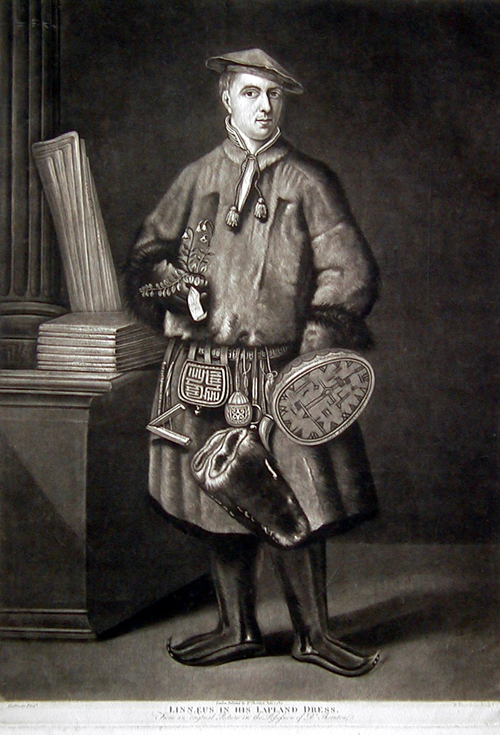
Великий шведский натуралист Карл Линней в национальном саамском костюме (торке). Картина голландского художника Мартина Хоффмана (1737; после своей лапландской экспедиции Линней привёз саамский костюм в Голландию). В одной руке Линней держит шаманский бубен, в другой — линнею северную (своё любимое растение, названное его именем)

### Зимняя одежда
Зимой саамы носили нательную рубаху, поверх которых надевали либо суконную блузу, либо короткую рубаху. В качестве верхней одеждой использовали печок.
Печок, или песка (у кольских саамов), также пэск, мудд (у саамов Скандинавии) — верхняя зимняя глухая одежда чуть ниже колен со стоячим воротником и расширяющимся к низу подолом, сшитая из двух оленьих шкур (обычно коричневого цвета) мехом наружу. Меховые рукава иногда удлиняли, пришивая манжеты из ткани. При носке печок у ворота стягивался ремешками (завязками). Кусочками цветного сукна украшались ворот и обшлага рукавов. Ремешки рядом с воротом украшались кистями, суконными лоскутами (обычно треугольной формы), бусинами. У женского печка для украшения, в том числе подола, помимо полосок цветного сукна, использовались тесьма, бисер и перламутровые пуговицы.
Длина мужского печка — немного ниже колен, женского — до щиколотки. К подолу печок расширялся. Рукава имели трапециевидные клинья, а плечевая часть сшивалась из горизонтальных полос меха. Печок иногда надевали на юпу.
Известна более древняя, чем печок, одежда саамов — торк, или торка (северносаам. dorka). В отличие от печка, который шили мехом наружу, торк шили мехом внутрь (из оленьих либо овечьих шкур). Торк иногда надевали под печок.

### Пояс

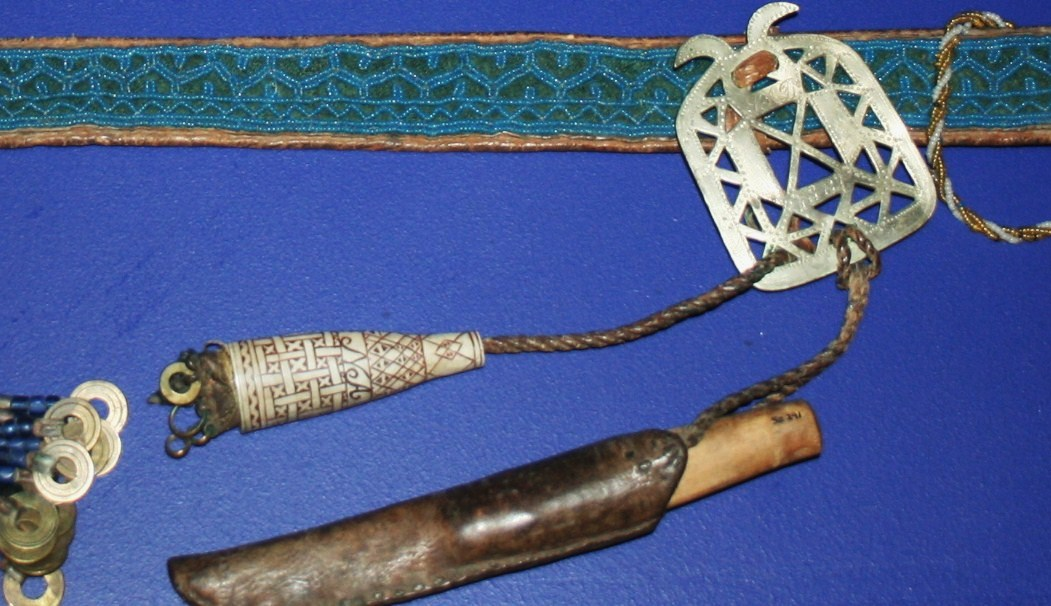
Саамский пояс (выставлен в музее города Осло)

Верхнюю одежду подпоясывали, образуя небольшой напуск (то есть часть одежды свободно нависала поверх пояса). Пояс мог быть сделан из кожи либо соткан из крашеных хлопчатобумажных и шерстяных нитей. Мужчины в качестве пояса обычно использовали ремни из кожи, к ним обязательно подвешивался нож в кожаных ножнах, женщины обычно носили пояс из крашеной шерсти. Кроме ножа, на поясе закреплялись принадлежности для разведения огня, кошелёк для денег, медные колечки и амулеты, а у женщин — швейные принадлежности.
Праздничные пояса отличались от повседневных, они были украшены бисером, а также нашитыми металлическими (обычно медными) накладками (бляхами); застёгивались такие пояса на ажурные металлические пряжки.
У скандинавских саамов имелся также особый праздничный широкий пояс боаган, основа которого была соткана из белых льняных или хлопчатобумажных, а уток — из шерстяных нитей. Ткали такие пояса с помощью бердечка (приспособления в виде деревянной дощечки с прорезями). Для боагана был характерен геометрический орнамент с преобладанием красного цвета. Носили боаганы большей частью юноши и девушки.

## Поясная одежда
Поясную одежду — штаны из различных материалов — носили у саамов как мужчины, так и женщины. В качестве материалов для изготовления штанов использовали полотно, сукно, замшу, выделанные шкуры. Из непромокаемых кож шили специальные промысловые штаны.
Нательные штаны носили в основном мужчины, их шили из белого полотна. Поверх нательных штанов летом надевали штаны, сшитые из серой шерстяной ткани. Зимой и мужчины, и женщины использовали глухие меховые штаны «стикак» из замши и шкур оленя; такие штаны стягивались с помощью специального шнурка у пояса.

## Головные уборы

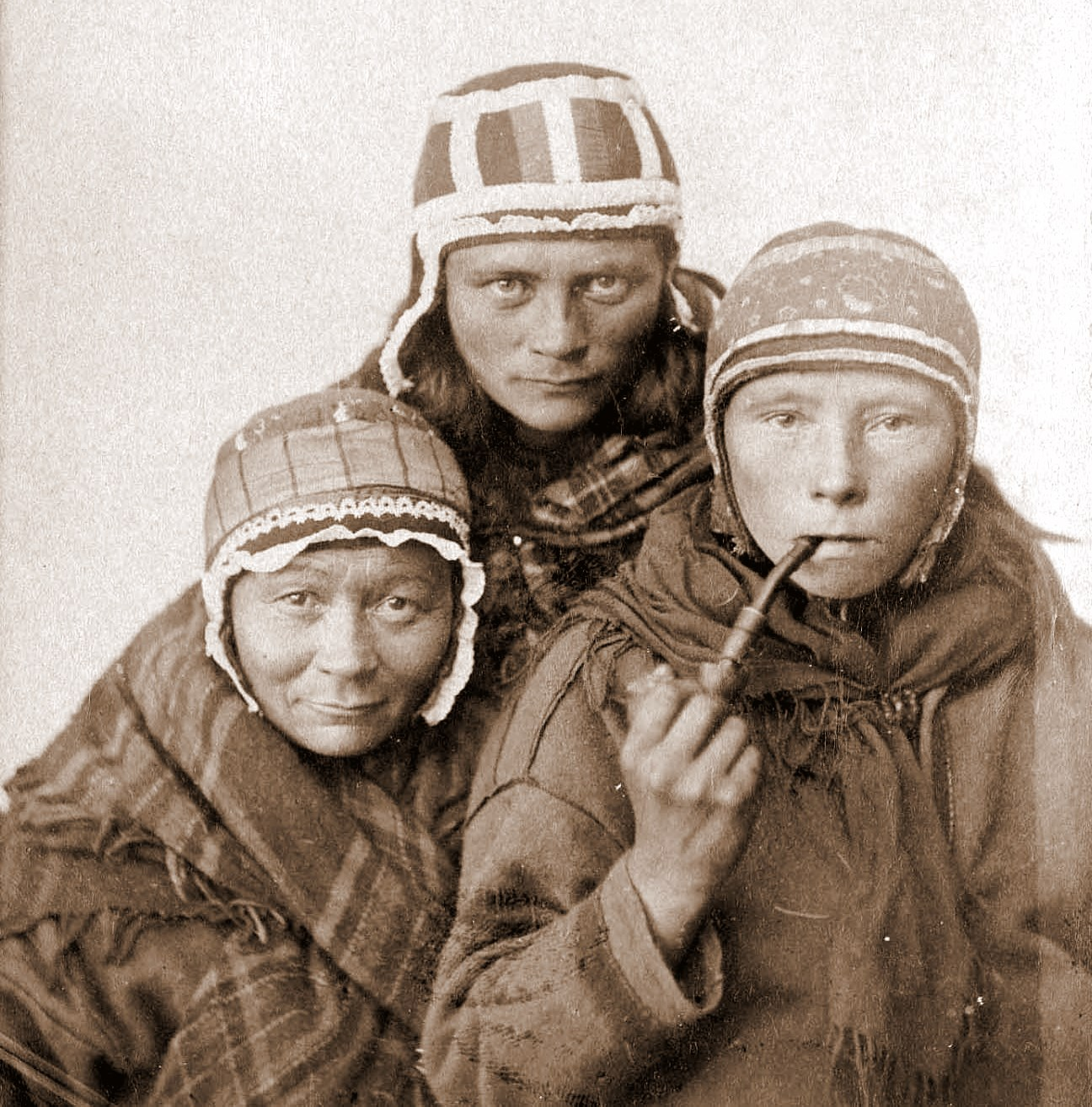
Три саамских женщины в традиционных головных уборах. Фотография примерно 1890-х годов

В качестве зимних головных уборов саамами использовались суконные шапки на меху. Их украшали цветным сукном и бисером. Мужчины носили суконные шапки (каппер) на подкладке из оленьего меха. Нижняя часть головного убора (околыш) отличалась по окраске и форме от верхней (тульи). Традиционно использовались красный, синий и чёрный цвета. Если околыш был цилиндрическим, то тулья представляла усечённую четырёхгранную пирамиду основанием вверх. К околышу пришивались наушники с тесёмками, которые завязывались под подбородком. Иногда нижняя часть с наушниками делалась из лисьего меха. Орнаментировался каппер цветным сукном, бисером, жемчугом. Другим мужским головным убором являлся островерхий, вязанный из овечьей шерсти колпак, иногда с завершением в виде помпона.
Весьма своеобразны мужские головные уборы скандинавских саамов: так, встречаются шапки, тульи которых представляют собой четырехугольную звезду, а также шапки, украшенные сверху большим помпоном обычно красного цвета.
Шамшура — летний головной убор, который носили замужние кольские саамки. По форме похож на русский кокошник.

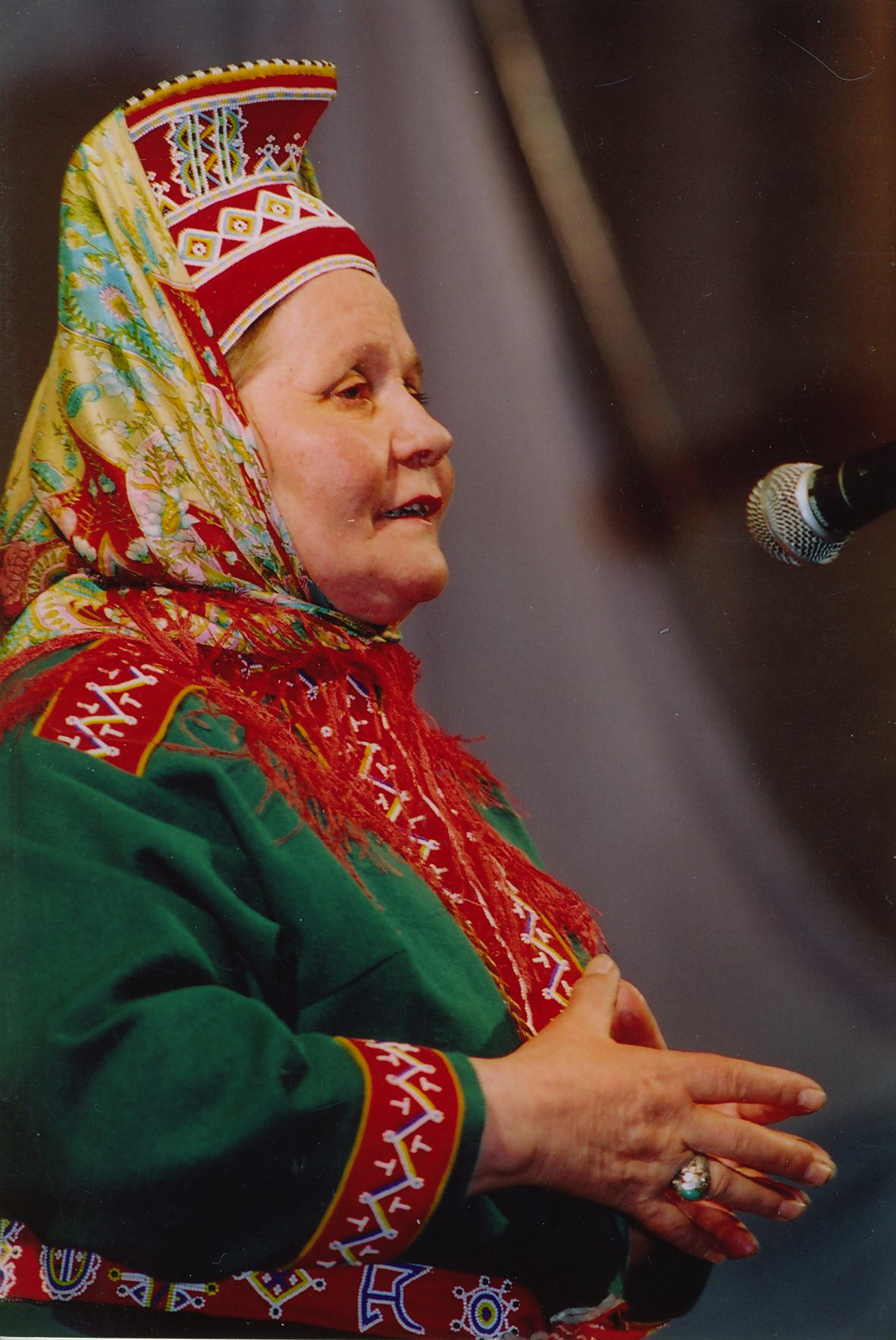
Преподавательница кильдинского языка и политик Нина Афанасьева в шамшуре

Девушки носили головные уборы в виде перевязок, имеющих форму полого цилиндра.
Зимние шапки женщин были аналогичны мужским, лишь тулья имела форму круга. В летний период надевалась шлемовидная шапочка с высоким гребнем или шамшура (самшура), близкая русскому кокошнику. Она имела цилиндрический каркас и полукруглый выступ вверху. Девичьим головным убором служила перевязка, под которую, в отличие от шамшуры, не заправляли спереди волосы. Сверху женщины и девушки нередко повязывали сложенный треугольником платок, концы которого подвязывали на подбородке или, скрестив на груди, на пояснице.

### Обувь
Обувь изготавливали из камусов (шкур с ног оленя) или обработанной оленьей кожи. Она была одинаковой для мужчин и женщин. Отличительной чертой саамской обуви являлись загнутые вверх носки.
Зимние высокие сапоги — яры, украшавшиеся цветным сукном, надевали для передвижения по тундре, а похожие на яры, но низкие каньги — в поселениях. Стельками служили пучки сухой травы. На ноги под обувь надевали вязаные чулки без ступни.
Рукавицы шились из оленьих шкур мехом наружу или вязались из крашеной шерстяной пряжи.

### Заимствования
В конце XIX в. традиционный саамский костюм стал заменяться одеждой, заимствованной у соседних народов: русских, коми и ненцев в случае кольских саамов. У русского населения были восприняты кафтан (кяхтан), сарафан (кохт), передник, головные платки. Через посредство коми-ижемцев саамы заимствовали ненецкий комплекс одежды: глухую, с капюшоном малицу (малиц) из оленьих шкур шерстью внутрь и сапоги выше колен — пимы из камусов мехом наружу.
У скандинавских саамов традиционная одежда была заменена одеждой общеевропейского образца.

## Галерея

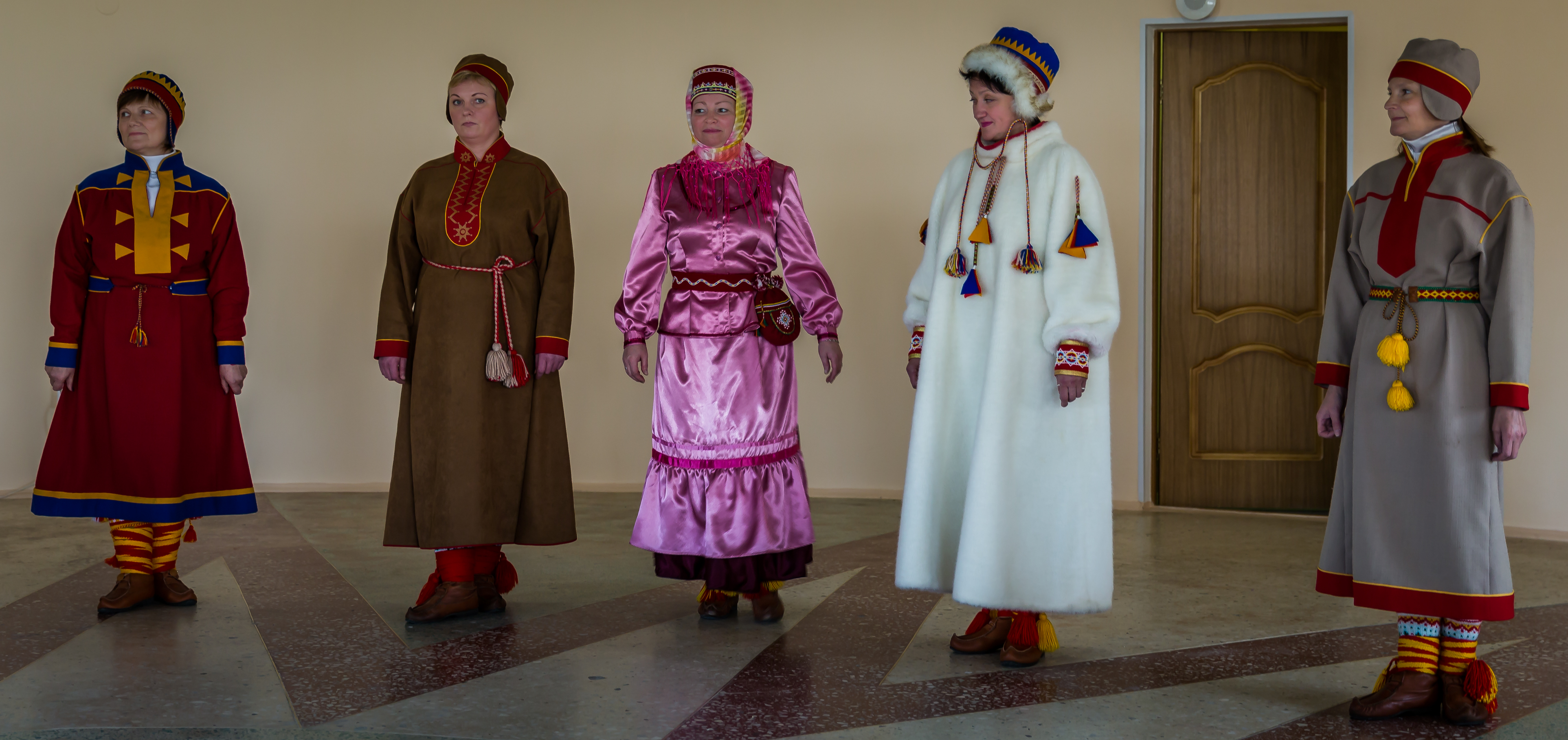
Традиционная одежда кольских саамок, Ловозеро
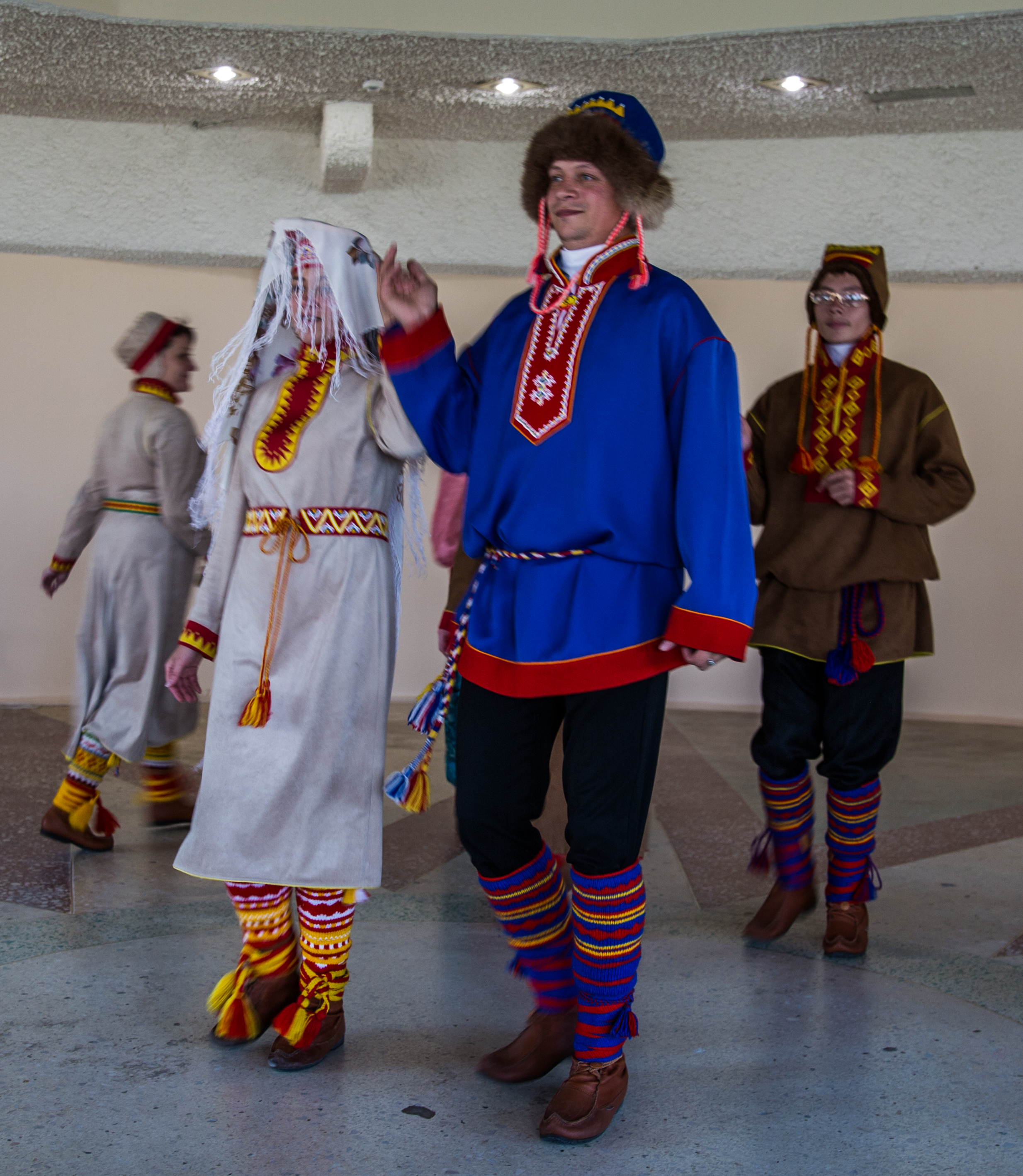
Традиционная одежда кольских саамов, то же место
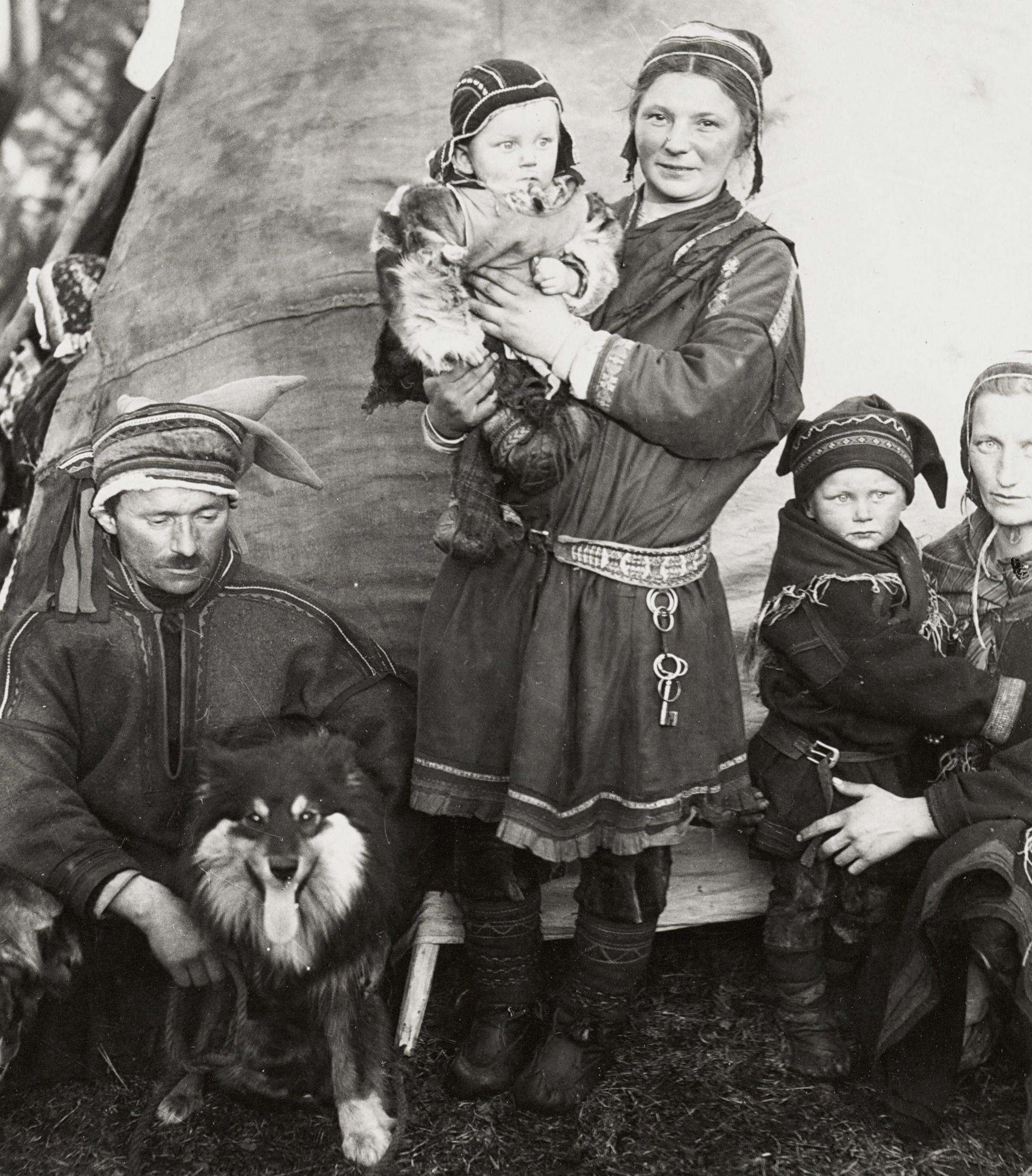
Семья саамов, Финляндия, 1936 г.
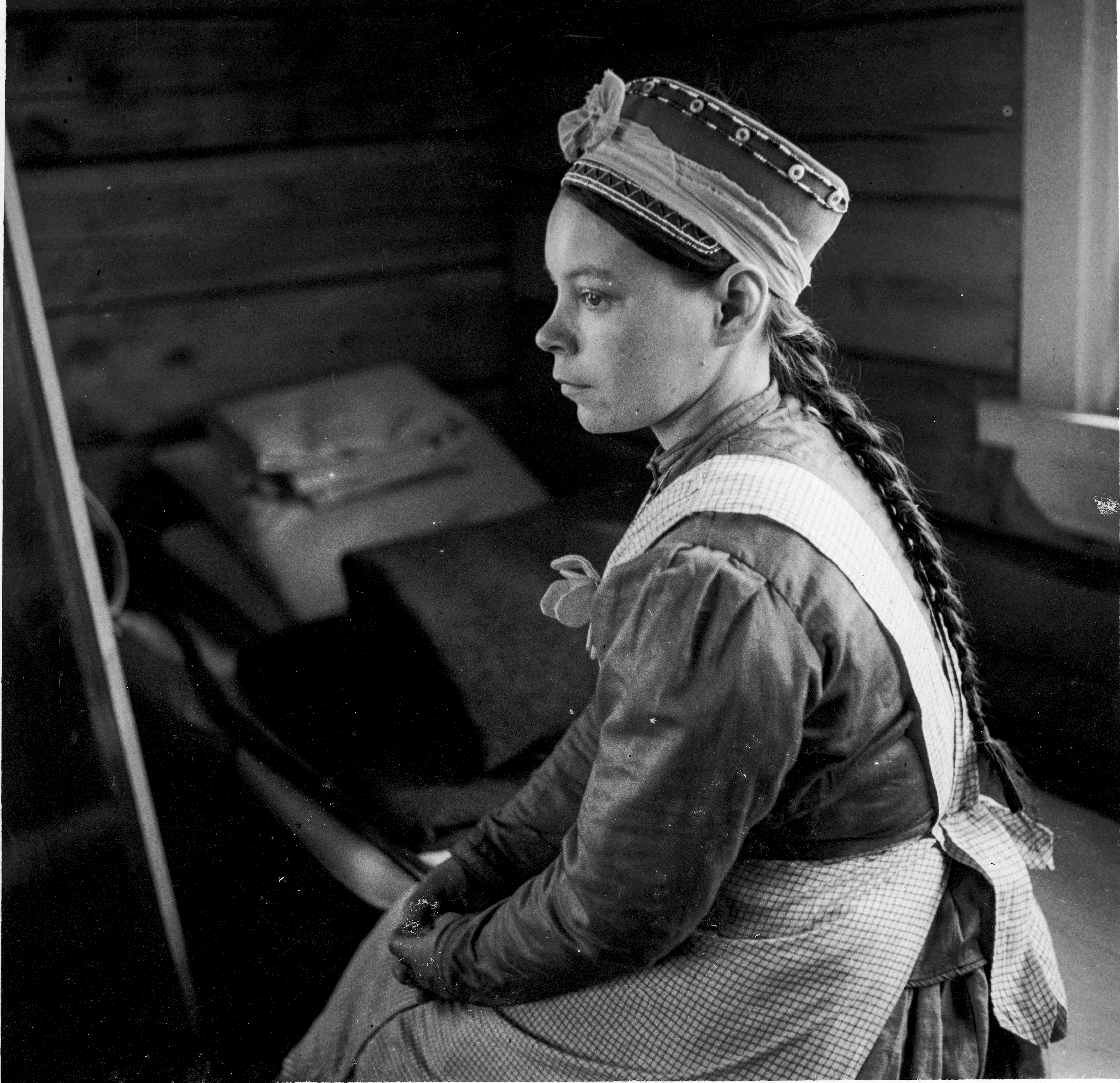
Девушка-сколтка в народном костюме, Финляндия
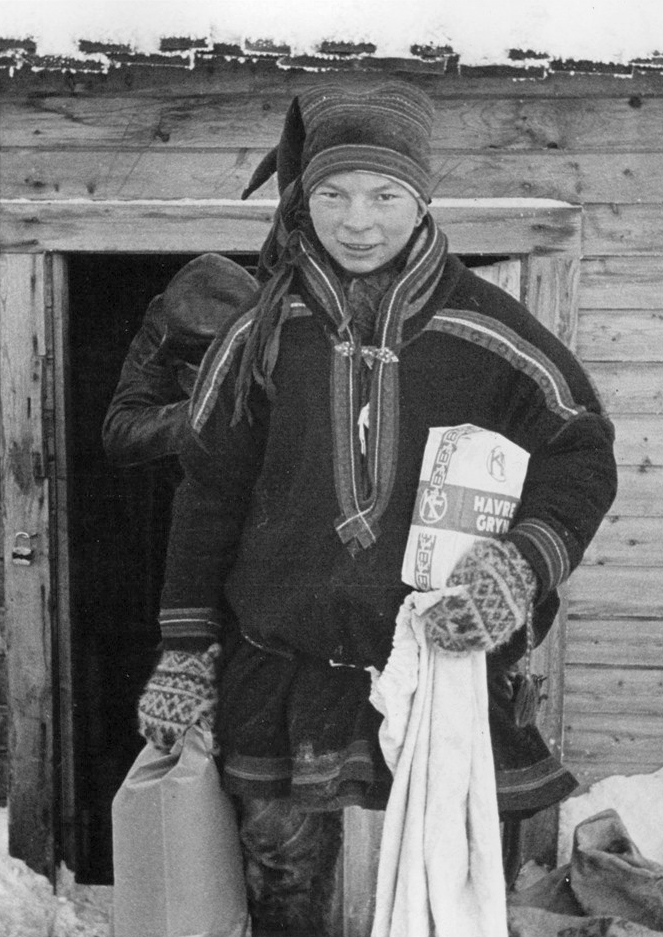
Мальчик-саам, Швеция, 1945 г.
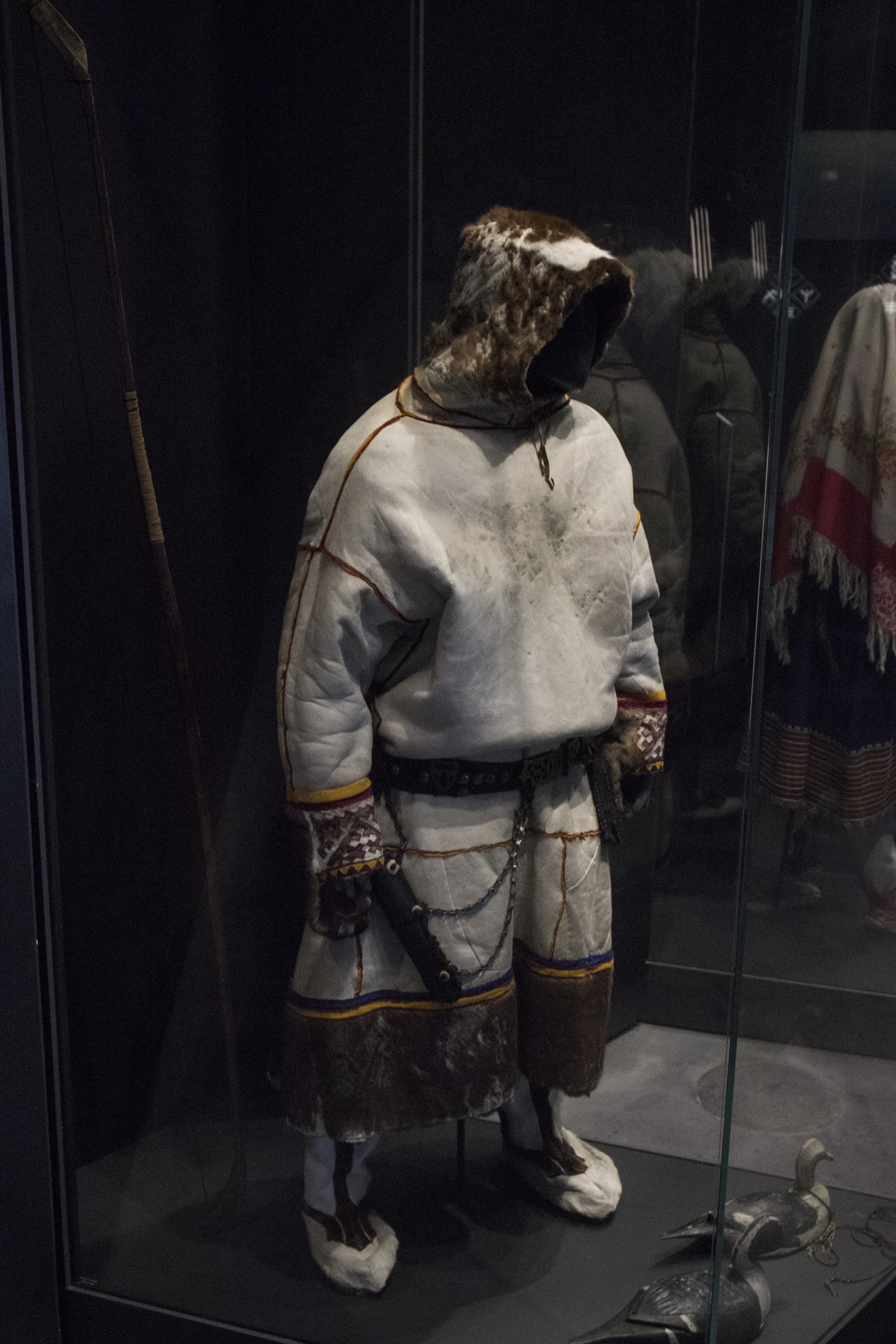
Саамская малица, из экспозиции Эстонского национального музея, Тарту
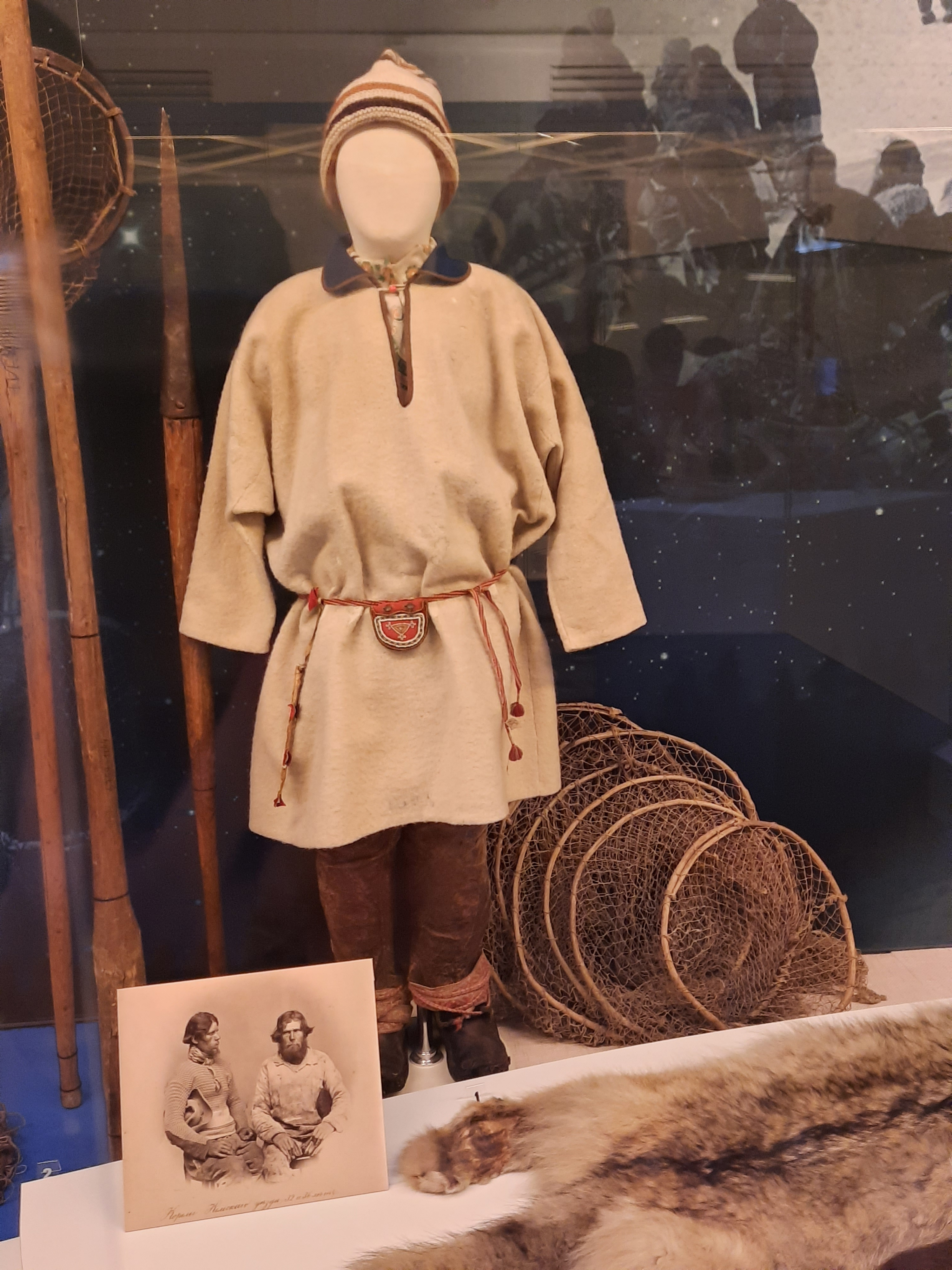
Одежда рыбака-саама XIX в. (Александровский уезд Архангельской губернии), из экспозиции Российского этнографического музея (Санкт-Петербург)
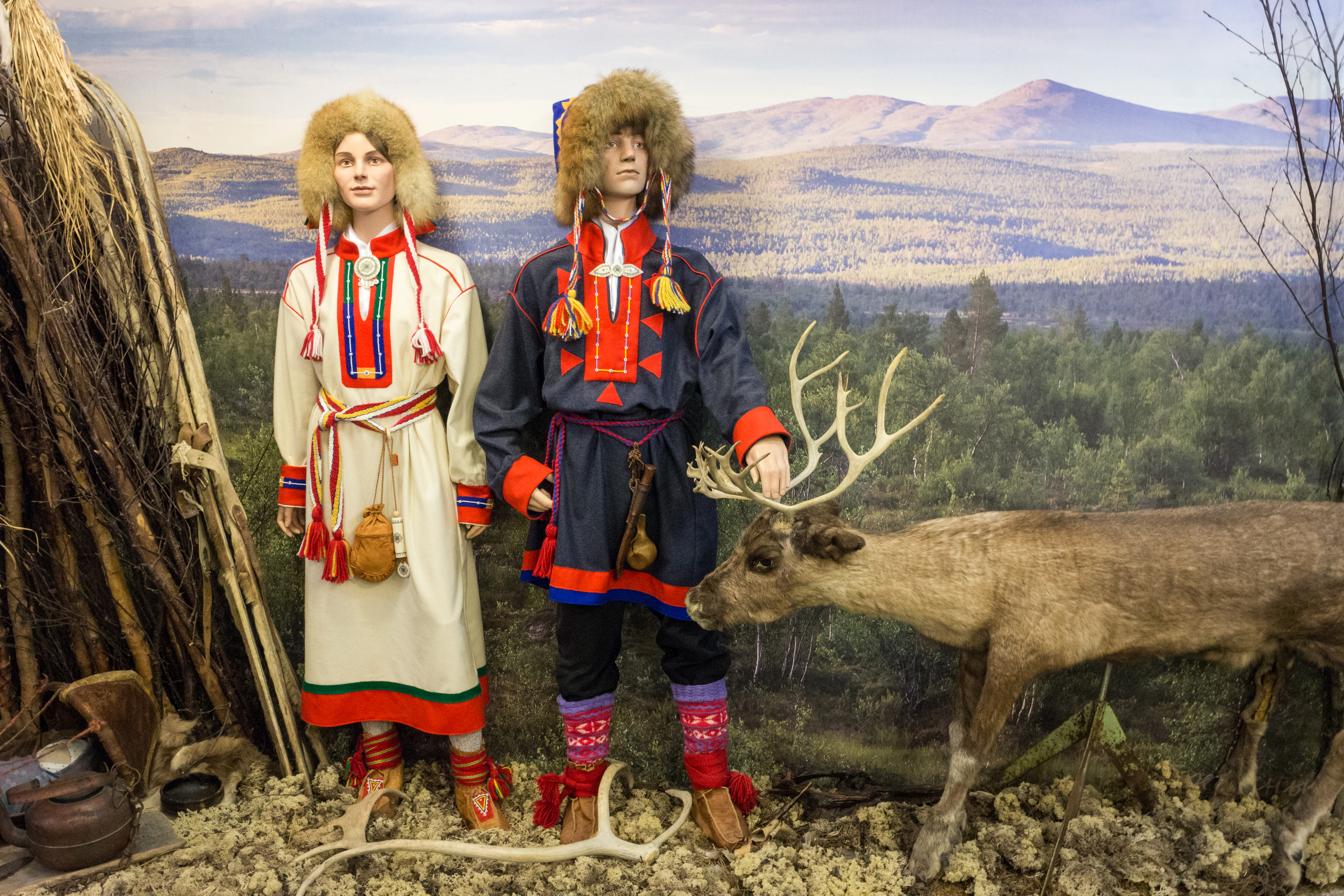
Одежда печенгских саамов, экспозиция историко-краеведческого музея Никеля.
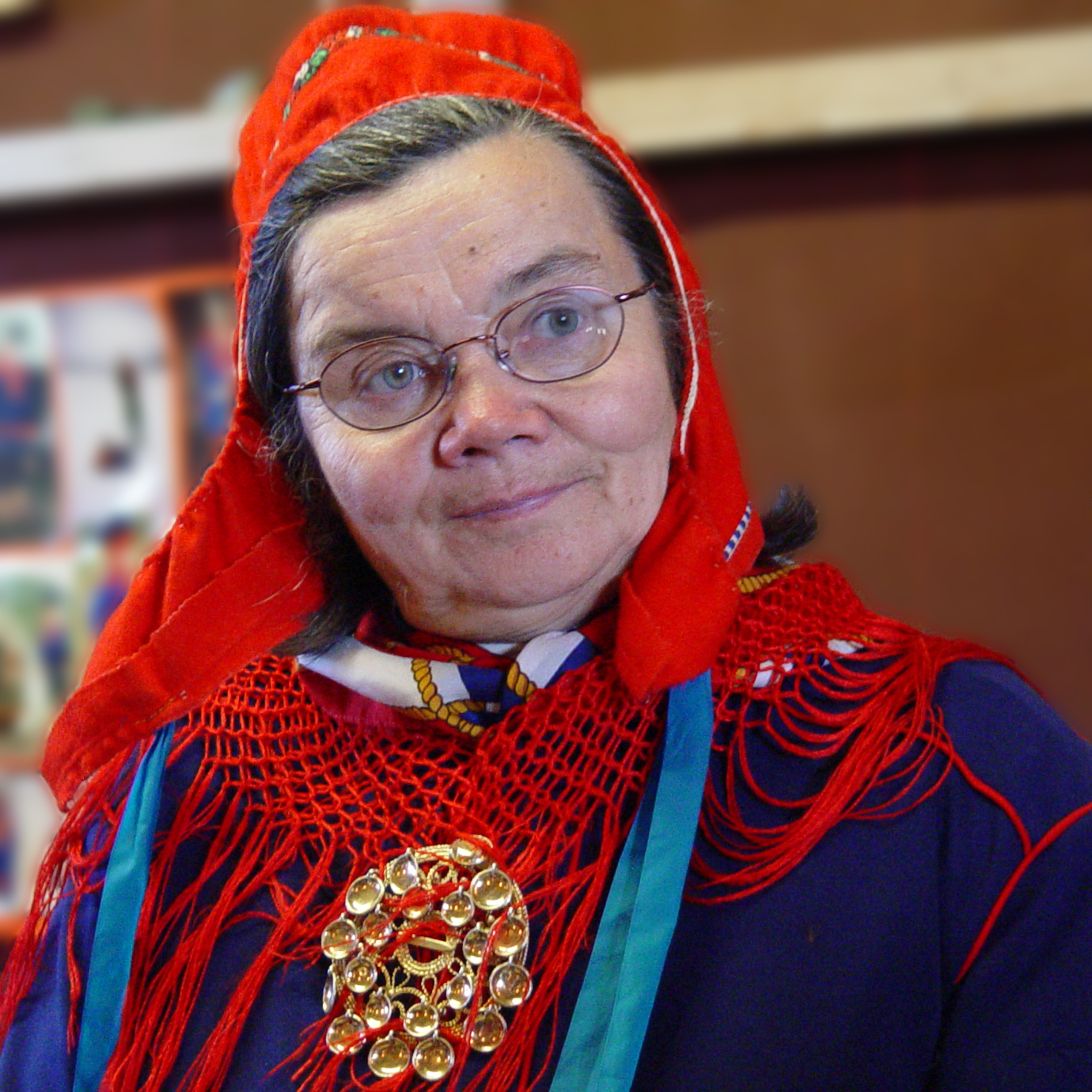
Скандинавская саамка в традиционном платке